# Faulrasen
Faulrasen ist eine alte Flurbezeichnung in Weimar. Abstammend von mittelhochdeutsch vul, was faul, verfault, stinkend bedeutet, bezeichnet sie die versumpften Wiesen im Tal des Asbachs in den Jahren 1634 bis 1778. Diese konnten entstehen, weil der tektonische Graben dort unweit des Schwansees, wo später das Schwanseebad und ein Stadion angelegt wurden, Versumpfungserscheinungen ermöglichte. Auch durch Auslaugung wurde der Untergrund verringert. Durch Verrohrungen des Asbachs und durch Aufschüttungen im Zuge des Baues des Neues Museum Weimar und schließlich des Gauforums ist davon nichts mehr zu sehen. Auch Entwässerungsmaßnahmen am Westrand der Stadt trugen dazu bei.
Der Faulrasenbach lag an der Flurgrenze zu Gaberndorf. Um 1850 versuchte Gottlieb Wilhelm Letsch dort, eine Wassermühle zu errichten. Dazu kam es aber nicht, da die anderen Müller wegen befürchteter Konkurrenz Einwände erhoben.